# Eccellenza Friuli-Venezia Giulia 2004-2005
Il campionato italiano di calcio di Eccellenza regionale 2004-2005 è stato il quattordicesimo organizzato in Italia. Rappresenta il sesto livello del calcio italiano.
Questo è il girone organizzato dal comitato regionale della regione Friuli-Venezia Giulia.

## Stagione
Al campionato di Eccellenza del Friuli Venezia Giulia 2004-05 partecipano 16 squadre:
- 13 hanno mantenuto la categoria: Gonars, Manzanese, Monfalcone, Palmanova, Pozzuolo, Pro Gorizia, Rivignano, San Luigi, Sarone, Sevegliano, Tolmezzo, Union 91 e Vesna
- nessuna è stata retrocessa dalla Serie D (la Sanvitese, retrocessa dopo i play-out, è stata ripescata)
- 3 sono state promosse dalla Promozione : Azzanese e Capriva (vincitrici dei gironi) più Centro Sedia dai play-off

## Squadre partecipanti
| Squadra                   | Città (provincia)                         |
| ------------------------- | ----------------------------------------- |
| A.S. Azzanese             | Azzano Decimo (PN)                        |
| U.S. Capriva              | Capriva del Friuli (GO)                   |
| A.S. Centro Sedia         | San Giovanni al Natisone (UD)             |
| A.S. Comunale Gonars      | Gonars (UD)                               |
| U.S. Manzanese            | Manzano (UD)                              |
| A.C. Monfalcone           | Monfalcone (GO)                           |
| A.C. Palmanova            | Palmanova (UD)                            |
| U.S. Pozzuolo del Friuli  | Pozzuolo del Friuli (UD)                  |
| A.S. Pro Gorizia Calcio   | Gorizia                                   |
| U.S. Rivignano            | Rivignano (UD)                            |
| A.C. San Luigi            | Trieste                                   |
| A.S. Sarone               | Sarone di Caneva (PN)                     |
| U.S. Sevegliano           | Sevegliano di Bagnaria Arsa (UD)          |
| U.C. Prix Tolmezzo Carnia | Tolmezzo (UD)                             |
| A.C. Union 91             | Percoto e Lauzacco di Pavia di Udine (UD) |
| S.S. Vesna                | Santa Croce di Trieste                    |

### Classifica finale
|  | Pos. | Squadra      | Pt | G  | V  | N  | P  | GF | GS | DR  |
|  | ---- | ------------ | -- | -- | -- | -- | -- | -- | -- | --- |
|  | 1.   | Manzanese    | 59 | 30 | 16 | 11 | 3  | 49 | 21 | +28 |
|  | 2.   | Rivignano    | 57 | 30 | 15 | 12 | 3  | 41 | 20 | +21 |
|  | 3.   | Sarone       | 53 | 30 | 14 | 11 | 5  | 44 | 18 | +26 |
|  | 4.   | Capriva      | 51 | 30 | 13 | 12 | 5  | 37 | 25 | +12 |
|  | 5.   | Palmanova    | 48 | 30 | 14 | 6  | 10 | 40 | 30 | +10 |
|  | 6.   | Gonars       | 44 | 30 | 11 | 11 | 8  | 36 | 30 | +6  |
|  | 7.   | Union 91     | 42 | 30 | 10 | 12 | 8  | 46 | 36 | +10 |
|  | 8.   | Azzanese     | 42 | 30 | 11 | 9  | 10 | 39 | 35 | +4  |
|  | 9.   | Tolmezzo     | 40 | 30 | 11 | 7  | 12 | 39 | 44 | -5  |
|  | 10.  | Sevegliano   | 39 | 30 | 9  | 12 | 9  | 35 | 41 | -6  |
|  | 11.  | Vesna        | 36 | 30 | 9  | 9  | 12 | 32 | 41 | -9  |
|  | 12.  | Monfalcone   | 32 | 30 | 7  | 11 | 12 | 25 | 32 | -7  |
|  | 13.  | Pro Gorizia  | 28 | 30 | 7  | 7  | 16 | 21 | 37 | -16 |
|  | 14.  | San Luigi    | 25 | 30 | 3  | 16 | 11 | 22 | 32 | -10 |
|  | 15.  | Centro Sedia | 24 | 30 | 4  | 12 | 14 | 27 | 43 | -16 |
|  | 16.  | Pozzuolo     | 19 | 30 | 5  | 4  | 21 | 26 | 74 | -48 |

## Risultati

### Calendario
| andata       | 1ª giornata           | ritorno      |
| 19 set. 2004 |                       | 16 gen. 2005 |
| 1-2          | Azzanese-Tolmezzo     | 2-3          |
| 3-1          | Gonars-Centro Sedia   | 1-0          |
| 1-2          | Manzanese-Pozzuolo    | 4-1          |
| 3-1          | Monfalcone-Palmanova  | 2-0          |
| 1-0          | Pro Gorizia-San Luigi | 1-0          |
| 0-1          | Rivignano-Capriva     | 1-0          |
| 0-4          | Sevegliano-Sarone     | 1-2          |
| 0-6          | Vesna-Union 91        | 2-0          |

| andata       | 4ª giornata          | ritorno     |
| 10 ott. 2004 |                      | 6 feb. 2005 |
| 1-0          | Azzanese-Monfalcone  | 2-1         |
| 1-1          | Capriva-Gonars       | 0-1         |
| 0-0          | Manzanese-Union 91   | 1-1         |
| 1-2          | Palmanova-Sevegliano | 1-0         |
| 0-1          | Pozzuolo-Pro Gorizia | 0-2         |
| 0-0          | Tolmezzo-Rivignano   | 0-1         |
| 0-0          | San Luigi-Vesna      | 0-2         |
| 2-0          | Sarone-Centro Sedia  | 3-0         |

| andata       | 7ª giornata            | ritorno      |
| 31 ott. 2004 |                        | 15 mag. 2005 |
| 2-1          | Centro Sedia-Palmanova | 0-0          |
| 1-0          | Gonars-Tolmezzo        | 4-1          |
| 0-0          | Pro Gorizia-Manzanese  | 1-3          |
| 2-0          | Rivignano-Monfalcone   | 4-1          |
| 1-2          | Sarone-Capriva         | 0-0          |
| 1-0          | Sevegliano-Azzanese    | 4-4          |
| 3-1          | Union 91-San Luigi     | 1-1          |
| 3-0          | Vesna-Pozzuolo         | 1-3          |

| andata       | 10ª giornata          | ritorno      |
| 21 nov. 2004 |                       | 20 mar. 2005 |
| 1-1          | Azzanese-Centro Sedia | 1-0          |
| 3-0          | Manzanese-Vesna       | 2-0          |
| 0-1          | Monfalcone-Gonars     | 1-1          |
| 0-0          | Palmanova-Capriva     | 1-0          |
| 1-5          | Pozzuolo-San Luigi    | 2-2          |
| 1-1          | Tolmezzo-Sarone       | 0-4          |
| 1-2          | Pro Gorizia-Union 91  | 1-1          |
| 0-0          | Rivignano-Sevegliano  | 1-1          |

| andata       | 13ª giornata           | ritorno      |
| 12 dic. 2004 |                        | 24 apr. 2005 |
| 2-1          | Capriva-Azzanese       | 1-2          |
| 3-3          | Centro Sedia-Rivignano | 1-1          |
| 1-1          | Gonars-Sevegliano      | 0-1          |
| 2-1          | Palmanova-Tolmezzo     | 1-0          |
| 0-0          | San Luigi-Manzanese    | 1-1          |
| 0-0          | Sarone-Monfalcone      | 1-1          |
| 3-1          | Union 91-Pozzuolo      | 3-3          |
| 1-0          | Vesna-Pro Gorizia      | 2-1          |

| andata       | 2ª giornata          | ritorno      |
| 26 set. 2004 |                      | 23 gen. 2005 |
| 2-1          | Capriva-Pro Gorizia  | 0-0          |
| 0-0          | Centro Sedia-Vesna   | 1-2          |
| 0-1          | Palmanova-Rivignano  | 2-0          |
| 0-3          | Pozzuolo-Monfalcone  | 0-0          |
| 0-1          | Tolmezzo-Manzanese   | 0-3          |
| 0-0          | San Luigi-Sevegliano | 2-2          |
| 0-0          | Sarone-Gonars        | 2-2          |
| 1-0          | Union 91-Azzanese    | 3-2          |

| andata       | 5ª giornata            | ritorno      |
| 17 ott. 2004 |                        | 13 feb. 2005 |
| 1-2          | Centro Sedia-San Luigi | 0-0          |
| 0-1          | Gonars-Palmanova       | 0-2          |
| 0-3          | Monfalcone-Manzanese   | 0-2          |
| 0-2          | Pro Gorizia-Tolmezzo   | 2-1          |
| 0-0          | Rivignano-Azzanese     | 2-0          |
| 2-1          | Sevegliano-Pozzuolo    | 5-1          |
| 0-1          | Union 91-Sarone        | 1-2          |
| 2-2          | Vesna-Capriva          | 0-1          |

| andata      | 8ª giornata            | ritorno     |
| 7 nov. 2004 |                        | 6 mar. 2005 |
| 1-1         | Azzanese-Gonars        | 1-3         |
| 1-0         | Capriva-San Luigi      | 1-1         |
| 0-0         | Manzanese-Sevegliano   | 1-1         |
| 2-1         | Monfalcone-Pro Gorizia | 2-1         |
| 0-2         | Palmanova-Sarone       | 0-0         |
| 0-1         | Pozzuolo-Centro Sedia  | 0-0         |
| 1-1         | Tolmezzo-Vesna         | 1-4         |
| 3-1         | Rivignano-Union 91     | 2-0         |

| andata       | 11ª giornata           | ritorno      |
| 28 nov. 2004 |                        | 10 apr. 2005 |
| 4-0          | Capriva-Pozzuolo       | 1-0          |
| 2-1          | Centro Sedia-Manzanese | 0-1          |
| 1-1          | Gonars-Rivignano       | 0-1          |
| 0-1          | San Luigi-Tolmezzo     | 0-0          |
| 0-0          | Sarone-Azzanese        | 0-3          |
| 1-0          | Sevegliano-Pro Gorizia | 0-3          |
| 2-1          | Union 91-Palmanova     | 1-1          |
| 1-0          | Vesna-Monfalcone       | 1-1          |

| andata       | 14ª giornata             | ritorno     |
| 19 dic. 2004 |                          | 1 mag. 2005 |
| 1-2          | Azzanese-Palmanova       | 2-0         |
| 2-2          | Gonars-Union 91          | 2-2         |
| 2-0          | Manzanese-Capriva        | 1-1         |
| 0-0          | Monfalcone-San Luigi     | 0-2         |
| 6-1          | Tolmezzo-Pozzuolo        | 1-2         |
| 0-3          | Pro Gorizia-Centro Sedia | 1-1         |
| 1-1          | Rivignano-Sarone         | 0-2         |
| 1-0          | Sevegliano-Vesna         | 1-1         |

| andata      | 3ª giornata           | ritorno      |
| 3 ott. 2004 |                       | 30 gen. 2005 |
| 2-0         | Gonars-San Luigi      | 1-1          |
| 1-1         | Manzanese-Azzanese    | 3-2          |
| 0-1         | Monfalcone-Tolmezzo   | 2-1          |
| 0-1         | Pro Gorizia-Palmanova | 0-2          |
| 2-0         | Rivignano-Pozzuolo    | 3-0          |
| 2-2         | Sevegliano-Capriva    | 2-3          |
| 2-1         | Union 91-Centro Sedia | 3-0          |
| 1-1         | Vesna-Sarone          | 1-0          |

| andata       | 6ª giornata          | ritorno      |
| 24 ott. 2004 |                      | 20 feb. 2005 |
| 0-0          | Azzanese-Pro Gorizia | 3-1          |
| 1-1          | Capriva-Centro Sedia | 3-0          |
| 1-1          | Manzanese-Rivignano  | 1-2          |
| 0-0          | Monfalcone-Union 91  | 1-1          |
| 3-0          | Palmanova-Vesna      | 1-2          |
| 1-3          | Pozzuolo-Gonars      | 2-0          |
| 3-2          | Tolmezzo-Sevegliano  | 1-0          |
| 1-2          | San Luigi-Sarone     | 0-2          |

| andata       | 9ª giornata           | ritorno      |
| 14 nov. 2004 |                       | 13 mar. 2005 |
| 1-2          | Centro Sedia-Tolmezzo | 2-3          |
| 0-2          | Gonars-Manzanese      | 0-2          |
| 0-1          | Pro Gorizia-Rivignano | 0-0          |
| 1-1          | San Luigi-Palmanova   | 0-2          |
| 1-0          | Sarone-Pozzuolo       | 5-0          |
| 1-1          | Sevegliano-Monfalcone | 0-2          |
| 0-0          | Union 91-Capriva      | 2-3          |
| 1-2          | Vesna-Azzanese        | 1-2          |

| andata      | 12ª giornata            | ritorno      |
| 5 dic. 2004 |                         | 17 apr. 2005 |
| 0-0         | Azzanese-San Luigi      | 0-0          |
| 1-0         | Manzanese-Sarone        | 2-0          |
| 1-1         | Monfalcone-Centro Sedia | 1-1          |
| 1-6         | Pozzuolo-Palmanova      | 2-1          |
| 1-1         | Tolmezzo-Capriva        | 2-2          |
| 0-2         | Pro Gorizia-Gonars      | 1-0          |
| 1-1         | Rivignano-Vesna         | 3-1          |
| 1-0         | Sevegliano-Union 91     | 0-3          |

| andata      | 15ª giornata            | ritorno     |
| 9 gen. 2005 |                         | 8 mag. 2005 |
| 1-0         | Capriva-Monfalcone      | 1-0         |
| 3-3         | Centro Sedia-Sevegliano | 0-1         |
| 3-4         | Palmanova-Manzanese     | 2-2         |
| 1-2         | Pozzuolo-Azzanese       | 0-2         |
| 1-1         | San Luigi-Rivignano     | 1-3         |
| 5-1         | Sarone-Pro Gorizia      | 0-0         |
| 0-1         | Union 91-Tolmezzo       | 2-2         |
| 1-2         | Vesna-Gonars            | 1-1         |

## Play-off nazionali

### Primo turno
| Arbitro: | Merchiori (Ferrara) |

|                        |           |                 |
| Maodus 9’ Zampieri 54’ | Marcatori | 17’, 24’ Troise |

| Arbitro: | Tidona (Torino) |

|  |           |                                   |
|  | Marcatori | 2’, 35’ Piccoli 84’ (aut.) Ladina |

### Secondo turno
| Mestre 12 giugno 2005 | Edo Mestre        | 0 – 0 | Rivignano | Stadio Francesco Baracca (1000 spett.)\| Arbitro: \| Vicenzi (Brescia) \| |
| Arbitro:              | Vicenzi (Brescia) |       |           |                                                                           |

| Arbitro: | Buonocore (Torino) |

|            |           |  |
| Lepore 88’ | Marcatori |  |

## Fase Regionale Coppa Italia Dilettanti
La coppa è stata vinta dal Pordenone (squadra di Promozione) che ha battuto in finale il Gonars per 3-0.